# Hoancă (Aranyosszohodol község)
Hoancă románul: Hoancă, falu Romániában, Erdélyben, Fehér megyében. Közigazgatásilag Aranyosszohodol községhez tartozik.

## Fekvése
Peles mellett fekvő település.

## Története
Hoancă korábban Peles része volt, 1956-ban vált külön településsé 102 lakossal.
1966-ban 95, 1977-ben 103, 1992-ben 101, a 2002-es népszámláláskor pedig 88 román lakosa volt.